# Andrij Štohrin
Andrij Vitalijvovyč Štohrin (in ucraino Андрій Віталійович Штогрін?; Odessa, 14 dicembre 1998) è un calciatore ucraino, attaccante del Neftçi Baku.

## Caratteristiche tecniche
È una punta centrale.

## Carriera
Ha giocato nella prima divisione ucraina con la maglia del Čornomorec' ed in quella azera con la maglia del Neftçi Baku.

## Palmarès

### Individuale
- Capocannoniere della Coppa d'Ucraina: 1

2023-2024 (4 reti, alla pari con Dmytro Kulyk)